# Après vous
Pour plus de détails, voir Fiche technique et Distribution.
Après vous est un film français réalisé par Pierre Salvadori et sorti en 2003.

## Synopsis
Antoine Letoux (Daniel Auteuil), maître d'hôtel dans une grande brasserie parisienne, sauve un soir du suicide Louis (José Garcia), un inconnu. Il l'héberge et décide de l'aider à reconquérir Blanche Grimaldi (Sandrine Kiberlain), la femme de sa vie.

## Fiche technique
- Titre original : Après vous
- Réalisation : Pierre Salvadori
- Scénario : Danièle Dubroux, Benoît Graffin, David Léotard et Pierre Salvadori
- Producteur : Philippe Martin
- Société de production : Les Films Pelléas
- Producteur associé : David Thion
- Budget : 8,7 M€
- Musique : Camille Bazbaz (Papa Tango Charly, Sur le bout de la langue)
- Photographie : Gilles Henry
- Montage : Isabelle Devinck
- Décors : Yves Fournier
- Costumes : Virginie Montel
- Cascades : Philippe Guégan et Pascal Guégan
- Pays de production :  France
- Genre : comédie dramatique
- Durée : 105 minutes
- Format : couleurs
- Sociétés de distribution : Mars Distribution (France) - Tamasa Distribution(international)[1]
- Visa d'exploitation no 95 374
- Date de sortie : France - 17 décembre 2003
- Box-office France : 921 712 entrées[2]
- Box-office Europe : 1 093 191 entrées[3]

## Distribution
- Daniel Auteuil : Antoine Letoux, maître d'hôtel dans une grande brasserie
- José Garcia : Louis
- Sandrine Kiberlain : Blanche Grimaldi, fleuriste
- Marilyne Canto : Christine, compagne d'Antoine
- Michèle Moretti : Martine
- Garance Clavel : Karine
- Fabio Zenoni : André
- Jocelyne Desverchère : Sandrine la fleuriste
- Didier Menin : l'homme du restaurant Thai
- Jean-Claude Lecas : Le cuisinier
- Blandine Pélissier : l'infirmière
- Jean-Charles Dumay : Serge le Sommelier
- Ange Ruzé : Ange, le jeune serveur
- Elise Otzenberger : La coiffeuse
- Jean-Luc Abel : L'inspecteur
- Caroline Brunner : L'amante d'André
- Andrée Tainsy : la grand-mère de Louis
- Claude-Bernard Perot : Un homme d'affaires
- Eric Chevalier : Un homme d'affaires
- Santha Leng : Le serveur thaïlandais
- Susanne Andersson-Finet : Une cliente

## Production

### Tournage
Le film a été tourné partiellement aux Buttes Chaumont.

## Distinctions

### Récompense
- 2004 : Étoile d'Or pour le Premier rôle masculin, Daniel Auteuil (et aussi pour Petites coupures 2003)

### Nomination
- 2004 :  Nommé pour le César du Meilleur acteur,  Daniel Auteuil